# وادي سر

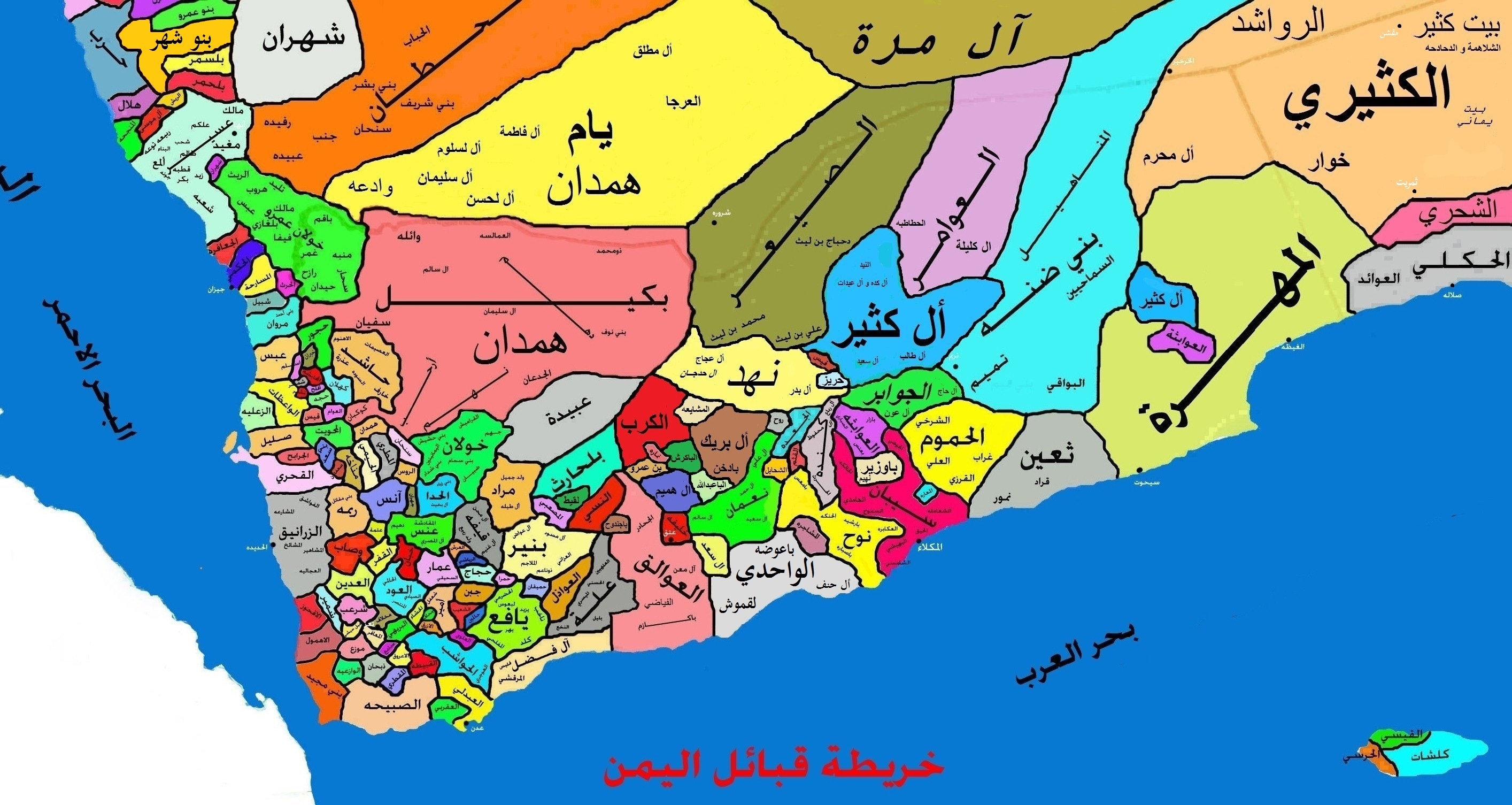
خريطة توضح أهم قبائل وادي سر في اليمن

وادي سر يقع في حضرموت، ويبلغ طوله 70 كم ويتبع إداريا لمديرية القطن. ومن أهم قراه الجواده  
وال الجرو وال ديان وبن غزي وباربود 